# Turbinoptidae
Turbinoptidae (лат.) — семейство носовых клещей из надсемейства Analgoidea гипотряда Astigmata. 

## Описание
Микроскопического размера клещи. Тело округлое, боковые щетинки очень короткие. Лапки передних двух пар ног очень короткие, с развитыми апикальными коготковидными выступами. Паразиты, которые обнаруживаются в носовой полости разнообразных птиц. Включает экологическую группу постоянных паразитов верхних дыхательных путей птиц.

## Систематика
Семейство было впервые выделено в 1957 году бельгийским акарологом и паразитологом профессором Алексом Файном (1912–2009). 9 родов и 38 видов. Рассматривается в составе гипотряда Astigmata (=Astigmatina) из подотряда панцирных клещей. Ранее с 1982 года вместе с семействами Pyroglyphidae и Ptyssalgidae выделялось в отдельное надсемейство Pyroglyphoidea, в последнее время (Gaud & Atyeo, 1996) включается в состав надсемейства Analgoidea. 
- Colinoptes – Mycteroptes – Neoschoutedenocoptes – Oxleya – Passerrhinoptes – Rhinoptes – Schoutedenocoptes – Turbinoptes